# Manuskripte
manuskripte ist eine österreichische Literaturzeitschrift, die 1960 zum ersten Mal erschien. Sie ist eine der wichtigsten Literaturzeitschriften im deutschsprachigen Raum.

## Geschichte

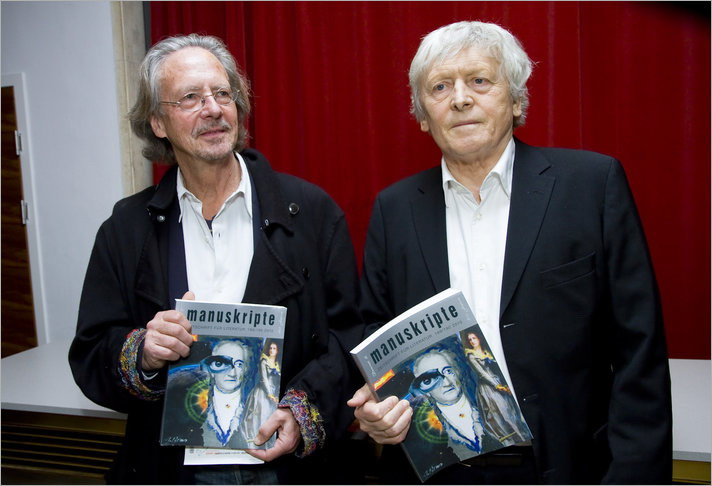
50 Jahre Manuskripte – Alfred Kolleritsch und Peter Handke

manuskripte wurde im Jahre 1960 gegründet und erschien zum ersten Mal zur Eröffnung des Forum Stadtpark am 4. November 1960 in einer Auflage von 100 Exemplaren. Im Gegensatz zu späteren Ausgaben enthielt diese nur Lyrik. Aus jährlich drei wurden mit der Zeit vier veröffentlichte Ausgaben.
Lange Jahre wurde sie von Alfred Kolleritsch und Günter Waldorf, ab 2016 von Alfred Kolleritsch und Andreas Unterweger herausgegeben. Seit dem Tod von Kolleritsch im Mai 2020 ist Andreas Unterweger der alleinige Herausgeber. Der Sitz der Redaktion ist in Graz.
Mit den Begriffen Forum Stadtpark und manuskripte ist auch unzertrennlich die – nicht analog nach dem Wiener Vorbild – benannte und 1962 gebildete Grazer Gruppe verbunden. Die Grazer Gruppe wurde erstmals in der 18. Ausgabe (1966/67) als Vorankündigung für die folgende 19. Ausgabe der manuskripte genannt. Sie bestand aus einem Kreis junger Schreibender wie Peter Handke, Barbara Frischmuth, Wolfgang Bauer, Gunter Falk, Klaus Hoffer, Wilhelm Hengstler und Alfred Kolleritsch selbst.
In mehreren Folgen (1965–1968) bestimmte Oswald Wieners Roman „die verbesserung von mitteleuropa, roman“ den Inhalt der Hefte. Der Herausgeber Alfred Kolleritsch wurde sogar aufgrund der Veröffentlichung dieses Romans wegen der Verbreitung von Pornographie verklagt. Viele Medien und deutschsprachige Autoren setzten sich damals erfolgreich für den Weiterbestand der manuskripte ein.
Lange Zeit blieb die neu gegründete Literaturzeitschrift in finanzieller Abhängigkeit zum Forum Stadtpark und wurde erst nach 1970 direkt subventioniert. Durch diese ausnehmend prekäre Situation blieb der Fortbestand der manuskripte für längere Zeit ungesichert. Die Ausgaben für die Druckkosten konnten weder durch den Verkauf von Abonnements, noch durch den Direktvertrieb im Buchhandel eingebracht werden. Nur durch private Spenden und Eigeninitiative der Autoren konnten die manuskripte finanziell gerettet werden. Um trotz der ökonomischen Schwierigkeiten ein gewisses Anspruchsniveau der Zeitschrift zu wahren, hatte Kolleritsch beschlossen, ausschließlich unveröffentlichte Originalbeiträge zu drucken, ein Prinzip, von dem er auch in späteren Jahren nicht abweichen sollte.
Im Haus Forum Stadtpark treffen sich seit 1960 viele Autoren zu Veranstaltungen. Dort werden zahlreiche Lesungen – auch mit Autoren der Zeitschrift – veranstaltet. Ab dem Jahr 1976 fanden Symposien in Kooperation mit dem Festival steirischer herbst statt, die zahlreiche weltbekannte Gäste nach Graz brachten (Allen Ginsberg, Günter Grass, Eugène Ionesco u. a. m.).
Im Jahr 1995 trat Alfred Kolleritsch als Vorstand des Forum Stadtpark zurück und gründete den manuskripte – Literaturverein. Seit dieser Zeit wird die Zeitschrift vom eigenen Literaturverein herausgegeben.
2010, im Jahr, in dem die Manuskripte 50 wurden, gab es einen Festakt im Grazer Schauspielhaus. 2020, zum 60. Geburtstag, erschien die Sonderpublikation „Wie es mit der Literatur weitergeht“.
Nach dem Ableben Alfred Kolleritschs im Mai 2020 unterzog Andreas Unterweger die Zeitschrift einem behutsamen Relaunch. Seitdem lautet der Untertitel der Zeitschrift „w e i t e r  schreiben“. Damit wird ein Rat, den Kolleritsch jungen Autoren gerne gab, neu gedeutet im Sinne von „weiter denken“ oder „Horizonte erweitern“".
Alle zwei Jahre wird der manuskripte-Preis des Landes Steiermark, jährlich der manuskripte-Förderpreis der Stadt Graz vergeben.

## Inhalt
Der Inhalt der Zeitschrift setzt sich aus deutschsprachiger und internationaler Literatur zusammen. Lyrik, Prosa und Essays halten sich die Waage. Es werden ausschließlich Erstveröffentlichungen publiziert.

## Autoren
Bekannte Schriftsteller und Autoren aus dem Umfeld der Zeitschrift sind unter anderem:
- Herbert Achternbusch
- Jürg Amann
- Anna Baar
- Hans Jürgen Balmes
- Xaver Bayer
- Wolfgang Bauer
- Yevgeniy Breyger
- Ann Cotten
- Michael Donhauser
- Hans Eichhorn
- Helmut Eisendle
- Olga Flor
- Laura Freudenthaler
- Max Gad
- Walter Grond
- Reinhard Peter Gruber
- Peter Handke
- Klaus Hoffer
- Felix Philipp Ingold
- Elfriede Jelinek
- Leslie Kaplan
- Birgit Kempker
- Michael Krüger
- Jürg Laederach
- Olga Martynova
- Friederike Mayröcker
- Robert Menasse
- Lydia Mischkulnig
- Herta Müller
- Georg Pichler
- Ilma Rakusa
- Dana Ranga
- Angelika Reitzer
- Gerhard Roth
- Kathrin Röggla
- Peter Rühmkorf
- Raoul Schrott
- Werner Schwab
- Monique Schwitter
- Thomas Stangl
- Gerhild Steinbuch
- Verena Stauffer
- Ales Steger
- Andrea Stift
- Kristine Tornquist
- Andreas Unterweger
- Peter Waterhouse
- Franz Weinzettl
- Urs Widmer
- Paul Wühr
- Joseph Zoderer

### Grazer Gruppe
Die Grazer Gruppe bestand unter anderem aus den Autoren Wolfgang Bauer († 2005), Barbara Frischmuth († 2025), Peter Handke, Gunter Falk († 1983), Klaus Hoffer, Max Gad († 2020) und Alfred Kolleritsch († 2020).

### Wiener Gruppe
Die  Wiener Gruppe bestand aus den Autoren Hans Carl Artmann († 2000), Konrad Bayer († 1964), Gerhard Rühm, Friedrich Achleitner († 2019) und Oswald Wiener († 2021).